# Aphanius burdurensis
Aphanius burdurensis es una especie de pez de la familia de los ciprinodóntidos en el orden de los ciprinodontiformes.

## Distribución geográfica
Se encuentran en Asia: Turquía.